# Pteris litoralis
Pteris litoralis är en kantbräkenväxtart som beskrevs av Rechinger. Pteris litoralis ingår i släktet Pteris och familjen Pteridaceae. Inga underarter finns listade.